# Paramecocnemis eos
Paramecocnemis eos là loài chuồn chuồn trong họ Platycnemididae. Loài này được Orr, Kalkman & Richards mô tả khoa học đầu tiên năm 2012.